# A New Trick
A New Trick é um filme mudo norte-americano de 1909 em curta-metragem, do gênero drama, dirigido por D. W. Griffith. O filme foi interpretado pelos atores Marion Leonard, Mack Sennett, Herbert Prior e Arthur Johnson.